# Peter Aerts
Peter Aerts (Eindhoven, 25 oktober 1970) is een Nederlands kickbokser die het K-1 World Grand Prix-toernooi in Japan drie keer (1994, 1995 en 1998) heeft gewonnen. Ook in 2006, 2008 en 2010 bereikte hij de finale.
Zijn bijnaam luidt 'Lumberjack’ vanwege zijn harde high-kicks. Ook wordt en werd hij in het buitenland 'King of the high-kicks' genoemd, omdat hij vele tegenstanders knock-out trapte met hoge trappen tegen de nek of het hoofd. Aerts is de aanvoerder van een eigen professioneel team in de gevechtskunst, Team Aerts.

## Biografie

### Jeugd
Aerts begon op zijn zevende met voetbal en in 1983 met taekwondo. Interesse voor boksen had hij al; zowel zijn grootvader als zijn oom waren actief in de ring. Zijn moeder stond een carrière als bokser echter lange tijd in de weg. In 1984 begon Aerts evenwel toch met kickboksen. Al op zijn negentiende won hij de wereldtitel in die vechtsportdiscipline.

### K-1 World Grand Prix Final 2006
Op 2 december 2006 vocht Aerts tijdens de K-1 World Grand Prix Final 2006. Tijdens een wildcard-gevecht sloeg hij de Japanner Musashi knock-out. Door uitval van Remy Bonjasky kon Aerts alsnog deelnemen aan de wedstrijden. Hij versloeg vervolgens de Braziliaan Glaube Feitosa op knock-out en vocht zich op deze wijze voor het eerst in acht jaar naar de finale, die hij vervolgens verloor van zijn landgenoot Semmy Schilt.

### Gevecht met Bob Sapp
Tijdens het K-1-toernooi in de Amsterdam ArenA op 23 juni 2007 staakte Bob Sapp de partij tegen Aerts na 27 seconden. Sapp ging knock-out door een knie op zijn lever. Het publiek in de ArenA was woedend en reageerde met een fluitconcert en de dicht bij de ring zittende vips trakteerden Sapp op fruit wat naar hem werd gegooid.

### K-1 World Grand Prix Final 2007
Op 29 september 2007 plaatste Aerts zich in de finale van de K-1 World Grand Prix. Hij vocht tegen de Nieuw-Zeelander Ray Sefo, die na de eerste ronde huilend van de pijn opgaf.
Op 8 december 2007, tijdens de K-1 World Grand Prix Final, versloeg hij de Japanner Junichi Sawayashiki met een high-kick. Vervolgens versloeg hij Remy Bonjasky.
Hierop stond hij in de finale tegen Semmy Schilt en was in de eerste ronde genoodzaakt op te geven wegens een knieblessure. Na onderzoek bleek dat zijn voorste kruisband gedeeltelijk gescheurd was. Naar eigen zeggen gleed Aerts uit op een nat stuk canvas.

### K-1 World Grand Prix Final 2008
Aerts heeft op 27 september 2008 regerend wereldkampioen Semmy Schilt verslagen en benoemde zichzelf tot een van de titelfavorieten.
In een daverende partij maakte Aerts korte metten met Schilt. De tactiek van Aerts en zijn trainer Jan Plas was om Schilt geen ruimte geven. De reus Schilt heeft een lange reach, maar door het korte vechten van Aerts werd hij beperkt in zijn mogelijkheden.
Op 6 december 2008 moest Aerts voor de halve finale het opnemen tegen de Marokkaans-Nederlandse Badr Hari in de World Grand Prix Final Superheavyweight. Aerts versloeg 27 september 2008 regerend wereldkampioen Semmy Schilt en benoemde zichzelf tot een van de titelfavorieten. Hoewel de eerste ronde Hari een veel sterkere indruk maakte door al in het begin van de eerste ronde een knockdown te creëren, wist Aerts de resterende ronde zonder veel problemen af te maken. Toch kon hij, ondanks de jarenlange ervaring van Aerts tegenover de nog relatief jonge carrière van Hari, het tij niet keren en stopte de scheidsrechter halverwege de tweede ronde de wedstrijd in het voordeel van Hari.

### K-1 World Grand Prix Final 2010
In de editie van 2010 van de K-1 World Grand Prix haalt Aerts opnieuw de finale. 
Op het toernooi verslaat hij Mighty Mo in de kwartfinale en Semmy Schilt in de halve finale die over drie volle rondes zowel voor Schilt als Aerts slopend was. In de finale staat Peter Aerts tegen Alistair Overeem, die de halve finale won door de snelle opgave van teamgenoot Gökhan Saki, die de halve finale reeds geblesseerd begonnen was. De finale verloor Aerts van Overeem, die in tegenstelling tot Aerts een snelle overwinning boekte in de halve finale en daardoor fitter was en ook ruim 10 jaar jonger dan Aerts is.

### Peter Aerts in 2011-2013
Peter Aerts opende in 2011 zijn eigen K1 Dojo Aerts in Enschede. Op 11 december 2011 stapte Aerts, na een jaar geen wedstrijd meer te hebben gevochten, weer de ring in op 41-jarige leeftijd. Zijn uitdager was een mysterieuze barvechter, "mr. Kamikaze", die volgens de Japanners vele knock-outs op zijn naam heeft staan. Mr. Kamikaze, die duidelijk kleiner en lichter dan Aerts is, had geen schijn van kans en na een jaar afwezigheid in de ring, won Peter Aerts met 2 knock-downs en de 3e knock-down was zowel een knock-out als een technische knock-out, aangezien 3 knock-downs gelijk staan aan een technische knock-out.
Aerts koos voor zijn partij op 30 juni 2012 bij It's Showtime in Brussel Tyrone Spong als tegenstander. Aerts werd voortdurend in zijn achteruit gezet door de jongere Spong, en verloor op knock-out in de derde ronde.
Aerts vocht in mei 2013 tegen de Marokkaanse 'reus' Jamal Ben Saddik, die verkondigde korte metten te maken met alle (al dan niet voormalige) legendes. In de eerste ronde leek het er slecht uit te zien voor Aerts, die een snee in de wenkbrauw opliep, bij een knock-down, door een linkse schampende stoot van Ben Saddik. Het gevecht werd enkele keren kort gestaakt om de wond te stelpen. Toch mocht Aerts van de ringarts door en in de tweede ronde, zorgde Aerts voor 3 knock-downs bij Ben Saddik, wat gelijk staat aan een (technische) knock-out. Ben Saddik kon het niet geloven. Wat Ben Saddik wel bij Remy Bonjasky lukte, ging niet op voor Aerts, die niet meer op techniek vocht (net als Saddik), maar grotendeels op kracht en felheid. De ervaring van Aerts (20+ jaar meer ervaring dan bij Ben Saddik) bracht hem de overwinning.
Op 21 december 2013 vond in Japan de afscheidswedstrijd plaats van Peter Aerts bij GLORY 13. Aerts koos bewust een van de sterkste tegenstanders, de 24-jarige zwaargewichtkampioen Rico Verhoeven. Aerts, op dat moment 43 jaar, scheelt daarmee een generatie met Rico Verhoeven. Aerts had moeite met de low-kicks van Verhoeven omdat hij deze vanwege zijn jarenlange gevechten en om blessures te voorkomen niet blokte, maar incasseerde. Toch wist hij zich staande te houden en bleef vechten tot het eind. Op enkele punten verschil won de jongere Rico Verhoeven het gevecht en nam Aerts waardig afscheid in Japan, waar hij bijna twee decennia meedeed aan het K-1 Wereldkampioenschap.

### Afscheid
Aerts vocht zijn laatste kickbokspartij in Nederland op 46-jarige leeftijd op zondag 23 april 2017. In Topsportcentrum Almere nam Aerts het op tegen de 27-jarige Fransman Nordine Mahieddine, waar hij op punten ruim van wist te winnen. Beide mannen gingen een keer acht tellen neer, echter wist Aerts te overheersen. Veel oudgedienden, zoals Semmy Schilt, Ernesto Hoost en Remy Bonjasky stonden Aerts bij, naast de ring en vierden uitbundig de overwinning in de ring, samen met Aerts.
Aerts gaat in 2017 door met het scouten van (zeer) jonge kickboksers in Japan op amateurniveau, waar hij steeds de tweede beste kiest die in aanmerking komen om in het team van Aerts te komen. Aerts zegt in een interview dat hij het niet voor het geld doet, want het kost meer dan het oplevert. 
De top van de Japanse selectie die door Aerts is gescout, mag ook in Nederland trainen en wedstrijden voor 'team Aerts' vechten. Aerts had ook een nieuwe sportschool in Nederland sinds 2016, waar vooral kickboksles gegeven werd. Op 11 maart 2018 verhuisde Aerts naar Enschede en opende daar zijn nieuwe sportschool, Okinawa. Hij zocht al een tijdje een nieuwe ruimte, omdat de verhuurder van de vorige sportruimte, failliet ging.

## Trivia
- Peter Aerts is een neef van voetbalkeeper Maikel Aerts.
- In de Nederlandse film New Kids Turbo (2010) speelt hij een kleine rol als zichzelf.
- Peter Aerts verscheen als deelnemer in het Japanse televisieprogramma battle for money 戦闘中, uitgezonden op 30 juni 2013.